# Famille Piovene
Pour les articles homonymes, voir Piovene (homonymie).
 (juillet 2024).
La famille Piovene sont une famille patricienne de Venise, originaire de Piovene Rocchette près de Vicence.

## Historique
Elle fut agrégée pour 100 000 ducats à la noblesse vénitienne par la Part, prise au pregadi du 27 janvier 1654. Leur titre comtal fut reconnu en mars 1797. Elle donna un grand nombre de commandants militaires, hommes politiques et ambassadeurs, parmi eux :
- Guido Piovene, seigneur de Drosia, qui obtint au XVIe siècle pour lui et ses descendants différentes prérogatives en servant des souverains étrangers, tels les ducs de Savoie, les rois de France et l'empereur Charles Quint.

Après la chute de la République, par Résolution souveraine le gouvernement impérial autrichien du 18 décembre 1817 et du 14 juillet 1820 la noblesse de la famille est reconnue, ainsi que leur dignité de comtes de l'empire d'Autriche. Une branche collatérale de cette famille, pas agrégée au patriciat vénitien, mais inscrite au Conseil des nobles de Vicence, obtint la confirmation de sa propre noblesse par R.S. du 25 août 1811, 5 mai et 22 septembre 1820.

## Armes

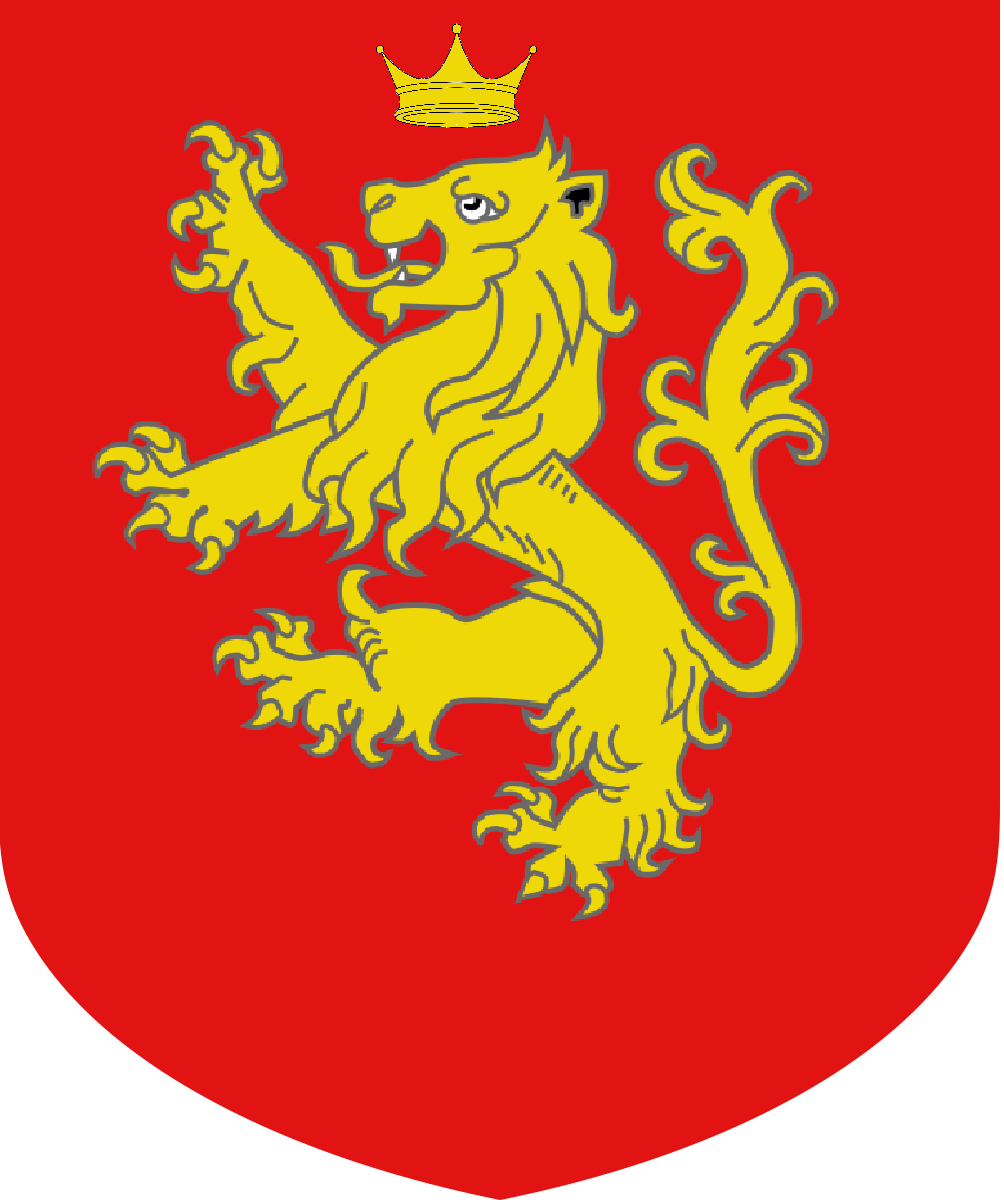
Armes des Piovene.

Les armes des Piovene se blasonnent ainsi : d'un Lion d'argent couronné de même en champ de gueules.

## Demeures
- Palais Soranzo Piovene